# Micheldorf in Oberösterreich
Micheldorf in Oberösterreich là một đô thị ở huyện Kirchdorf an der Krems bang Oberösterreich, nước Áo. Đô thị này có diện tích 50,3 km², dân số thời điểm ngày 31 tháng 12 năm 2005 là 5921 người.